# Жене мироносице
Свете жене мироносице (грч. μυροφόροι γυναῖκες) су жене које су дошле ујутро првог дана после суботе на гроб васкрслог Исуса Христа, са аромама и тамјаном (миром) за обредно помазање тела.
По Светом предању, имена мироносица су:
- Марија Магдалена
- Марија (мајка Јакова)
- Марија Клеопова
- Марта из Бетаније (сестра Четвородневног Лазара)
- Марија из Бетаније (сестра Четвородневног Лазара)
- Јоана
- Салома (мајка Јакова Заведејева и Апостола Јована)
- Сузана

## Догађаји из Јеванђеља
Православне иконе, заједно са женама мироносицама, увек приказују Пресвету Богородицу. Свето предање Цркве такође говори о Марти и Марији, сестрама Четвородневног Лазара, Марији Клеоповој и Сузани. Ове жене су ушле у химнографију и литургијске текстове под општим именом мироносица.
Жене, идући до гроба, размишљају, „ко ће откотрљати камен са гроба”. Пре њиховог доласка, услед спуштања Анђела, догодио се земљотрес који је пао са камена и потапшао чувара у страх. Анђео говори женама да је Христос васкрсао, а он ће доћи пред њима у Галилеју. Јеванђеље по Јовану, као најновије, посебно наглашава да је Марија Магдалена прво дошла на гроб.
Након што су апостоли Петар и Јован отишли, Марија Магдалена остала је код гроба. Мислила је да је тело украдено и плакала. У то време јој се појавио Христ, кога је у почетку погрешно сматрала за баштована. Он јој говори да га не дира док се не успне ка Оцу, и замоли је да каже ученицима о његовом васкрсењу. Затим, према Матеју, Марија, враћајући се ка ученицима, упознаје другу Марију, а Христ се појављује други пут, заповедајући ученицима да поново извештавају о васкрсењу. Апостоли, чувши за Христово васкрсење, нису веровали. Према Светом предању, Христ се није прво појавио Марији Магдалени, већ својој мајци Богородици Марији. У Јеванђељу по Матеју, Христ се одмах појавио свим женама мироносицама.

## Недеља жена мироносица
У Православној цркви, трећу недељу после Васкрса назива се: Недеља трећа – Мироносица. Прве недеље у недељи славе се Свете Жене мироносице и тај дан се сматра као православни дан жена.
Јосиф из Ариматеје и Никодим помазали су тело Исуса Христа пре покопа а жене мироносице дошле су и помазале Христово тело првог дана после суботе – недеље.
У православној химнографији величање жена мироносица повезано је са величањем Христовог васкрсења. Химнографи их славе јер су, превладавши страх, биле прве које су дошле на Часни гроб, биле сведоци појављивања анђела и биле прве које су најавиле Христово васкрсење.